# Gracepoint
Gracepoint – dziesięcioodcinkowy, amerykański dramat kryminalny, wyprodukowany przez Shine America, Kudos oraz Imaginary Friends. Serial ten to amerykański remake brytyjskiego serialu Broadchurch, którego twórcą jest Chris Chibnall. On również odpowiada za amerykańską wersję serialu. Miniserial był emitowany od 2 października 2014 roku do 11 grudnia 2014 roku przez Fox.
5 grudnia 2014 roku stacja Fox anulowała dalszą produkcję serialu po jednym sezonie. Jednakże seria od początku stanowiła serię „limitowaną”, zatem wyprodukowany sezon  stanowi spójną fabularnie całość.

## Fabuła
Serial opowiada o śledztwie prowadzonym przez detektywów Emmetta Cavera i Ellie Miller w sprawie zabójstwa 11-letniego chłopca o imieniu Danny.

## Obsada
- David Tennant jako detektyw Emmett Carver[4]
- Anna Gunn jako detektyw Ellie Miller[5]
- Michael Peña jako Mark Solano[6], ojciec Danny'ego.
- Virginia Kull jako Beth Solano[7], matka Danny'ego.
- Nick Nolte jako  Jack Reinhold[8], właściciel wypożyczalni rowerów.
- Jacki Weaver jako Susan Wright[5]
- Josh Hamilton jako Joe Miller[9], mąż Ellie Miller.
- Kevin Rankin jako Paul Coates[7], ksiądz z lokalnego kościoła.
- Kevin Zegers jako Owen Burke[10], bratanek Ellie i reporter pracujący dla Gracepoint Journal.
- Jessica Lucas jako Renee Clemons, dziennikarka pracująca dla San Francisco Globe.
- Stephen Louis Grush jako Vince Novik, najlepszy przyjaciel Marka Solano.
- Madalyn Horcher jako Chloe Solano[11], siostra Danny'ego i córka Marka i Beth Solano.
- Sarah-Jane Potts jako Gemma Fisher[12], właścicielka Crestview Inn.
- Jack Irvine jako Tom Miller, syn Ellie Miller i kolega z klasy Danny'ego Solano.
- Kendrick Sampson jako Dean Iverson, chłopak Chloe Solano

### Postacie drugoplanowe
- Alisen Down jako Kathy Eaton, edytor w gazecie Gracepoint Journal
- Adam Greydon Reid jako Raymond Connelly
- Tom Butler jako Terrence Morgan, przełożony detektywów
- Darcy Laurie jako Hugo Garcia
- Nikolas Filipovic jako Danny Solano
- Karyn Mott jako detektyw Angela Schulz

## Odcinki
| N/o | Tytuł         | Reżyseria      | Scenariusz                 | Premiera (Fox)       |
| --- | ------------- | -------------- | -------------------------- | -------------------- |
| 1   | Episode One   | James Strong   | Chris Chibnall             | 2 października 2014  |
| 2   | Episode Two   | James Strong   | Anya Epstein Dan Futterman | 9 października 2014  |
| 3   | Episode Three | David Petrarca | Anya Epstein Dan Futterman | 16 października 2014 |
| 4   | Episode Four  | James Strong   | Anya Epstein Dan Futterman | 23 października 2014 |
| 5   | Episode Five  | James Strong   | Chris Chibnall             | 30 października 2014 |
| 6   | Episode Six   | David Petrarca | Jason Kim                  | 6 listopada 2014     |
| 7   | Episode Seven | Ali Selim      | Anya Epstein Dan Futterman | 13 listopada 2014    |
| 8   | Episode Eight | Michael Slovis | Anya Epstein Dan Futterman | 20 listopada 2014    |
| 9   | Episode Nine  | Euros Lyn      | Anya Epstein Dan Futterman | 4 grudnia 2014       |
| 10  | Episode Ten   | Euros Lyn      | Anya Epstein Dan Futterman | 11 grudnia 2014      |